# José Antonio Parra
José Antonio Parra (Caracas, 5 de febrero de 1969) es un poeta, escritor, editor y crítico de arte y literatura. 
Desde la década de los noventa viene realizando un trabajo literario donde confluyen distintos géneros y con un cierto carácter experimental. Ha hecho periodismo cultural desde el año 2000. Entre sus colaboraciones para revistas y suplementos literarios, impresos y digitales, destacan su columna La Paciencia en el Papel Literario de El Nacional y sus artículos para Inspirulina, así como para Puntal, revista de la que además fue parte del equipo editorial. También ha colaborado en El Estímulo, fue columnista de la revista Sala de Espera y director/editor de la revista digital La Casa Azulada.
Entre 2014 y 2015 escribió el seriado Diarios de rehab por Inspirulina, donde relató su experiencia personal en torno a las adicciones. 
Tiene publicados los libros Grado superlativo (Cincuenta de Cincuenta, 2004), Fragmentos naranja (Oscar Todtmann Editores, 2015), Diarios de rehab (Oscar Todtmann Editores, 2017) y Ultra-marina (Oscar Todtmann Editores, 2020).

## Publicaciones
- 2004 Grado superlativo (poesía)
- 2015 Fragmentos naranja (poesía)
- 2017 Diarios de rehab (narrativa)
- 2020 Ultra-marina (prosa poetica)